# Winston-Churchill-Statue (Washington, D.C.)

Winston-Churchill-Statue

Die Winston-Churchill-Statue ist eine von dem amerikanischen Bildhauer William McVey gefertigte Bronzefigur des ehemaligen Premierministers Winston Churchill (1874–1965). Sie befindet sich neben der Britischen Botschaft in Washington, D.C. in den USA. Der Standort hat einen symbolischen Hintergrund, indem ein Fuß der Statue auf dem Territorium des District of Columbia, der andere auf dem britischen Botschaftsgelände steht. Dies ist als Hinweis auf Churchills angloamerikanische Abstammung (Vater Brite, Mutter Amerikanerin) zu verstehen.

## Geschichte
Aufgrund einer Initiative der English-Speaking Union wurde der Bildhauer William McVey 1965 damit beauftragt, eine Statue von Winston Churchill anzufertigen. Die Enthüllung nahm der damalige US-Außenminister Dean Rusk am 9. April 1966 vor.

## Beschreibung
Die etwa zwei Meter hohe Statue wurde aus Bronze hergestellt. Sie steht auf einem flachen rechteckigen Granitsockel. Churchill ist mit einem Anzug, Weste und Querbinder bekleidet und schreitet vorwärts. Der rechte Arm ist in die Höhe gestreckt, mit den Fingern der Hand zeigt er ein V-Zeichen, das die Bedeutung Victory (Sieg) hat. In der linken Hand hält Churchill eine Zigarre und stützt sich außerdem auf einem Gehstock ab. Auf dem Sockel befindet sich eine Gedenktafel  mit Erklärungen zu Churchills Herkunft und Wirken sowie zu den Initiatoren der Statue und zum Bildhauer.